# 人一
人一（飛馬座2），又名BD+23 4325，HD 204724、SAO 89752、HR 8225，是飛馬座的一颗恒星，视星等为4.57，位于銀經74.39，銀緯-19.7，其B1900.0坐标为赤經21h 25m 25s，赤緯+23° -19.7′ 2″。